# IC 5160
IC 5160 — галактика типу SB0 (компактна витягнута галактика) у сузір'ї Пегас.
Цей об'єкт міститься в оригінальній редакції індексного каталогу.